# Ribeirópolis
Ribeirópolis là một đô thị thuộc bang Sergipe, Brasil. Đô thị này có diện tích 263 km², dân số năm 2007 là 15673 người, mật độ 59,59 người/km².